# Kuba na Letních olympijských hrách 1964
Kubu na Letních olympijských hrách 1964 v japonském Tokiu reprezentovalo 27 sportovců, z toho 25 mužů a 2 ženy. Nejmladším účastníkem byl Andrés González (18 let, 319 dní), nejstarším pak Lázaro Betancourt (28 let, 80 dní). Reprezentanti vybojovali 1 stříbrnou medaili.

## Medailisté
| Medaile | Jméno             | Sport    | Disciplína |
| ------- | ----------------- | -------- | ---------- |
| Stříbro | Enrique Figuerola | atletika | Muži 100 m |